# 1896年臺灣
|        | 臺灣歷史 \| 台灣歷史年表 |
| 世纪： | 18世纪臺灣 \| 19世纪臺灣 \| 20世纪臺灣 |
| 年代： | 1860年代臺灣 \| 1870年代臺灣 \| 1880年代臺灣 \| 1890年代臺灣 \| 1900年代臺灣 \| 1910年代臺灣 \| 1920年代臺灣                                           |
| 年份： | 1891年臺灣 \| 1892年臺灣 \| 1893年臺灣 \| 1894年臺灣 \| 1895年臺灣 \| 1896年臺灣 \| 1897年臺灣 \| 1898年臺灣 \| 1899年臺灣 \| 1900年臺灣 \| 1901年臺灣 |
| 纪年： | 丙申年（猴年）、日本明治29年 |

1896年臺灣正處於日本統治的第二年。從這年開始臺灣開始正式引入格林威治標準時間系統。

## 政府

### 大豹共同體

大豹總頭目：瓦旦·燮促（Watan Syat）

### 大日本帝國

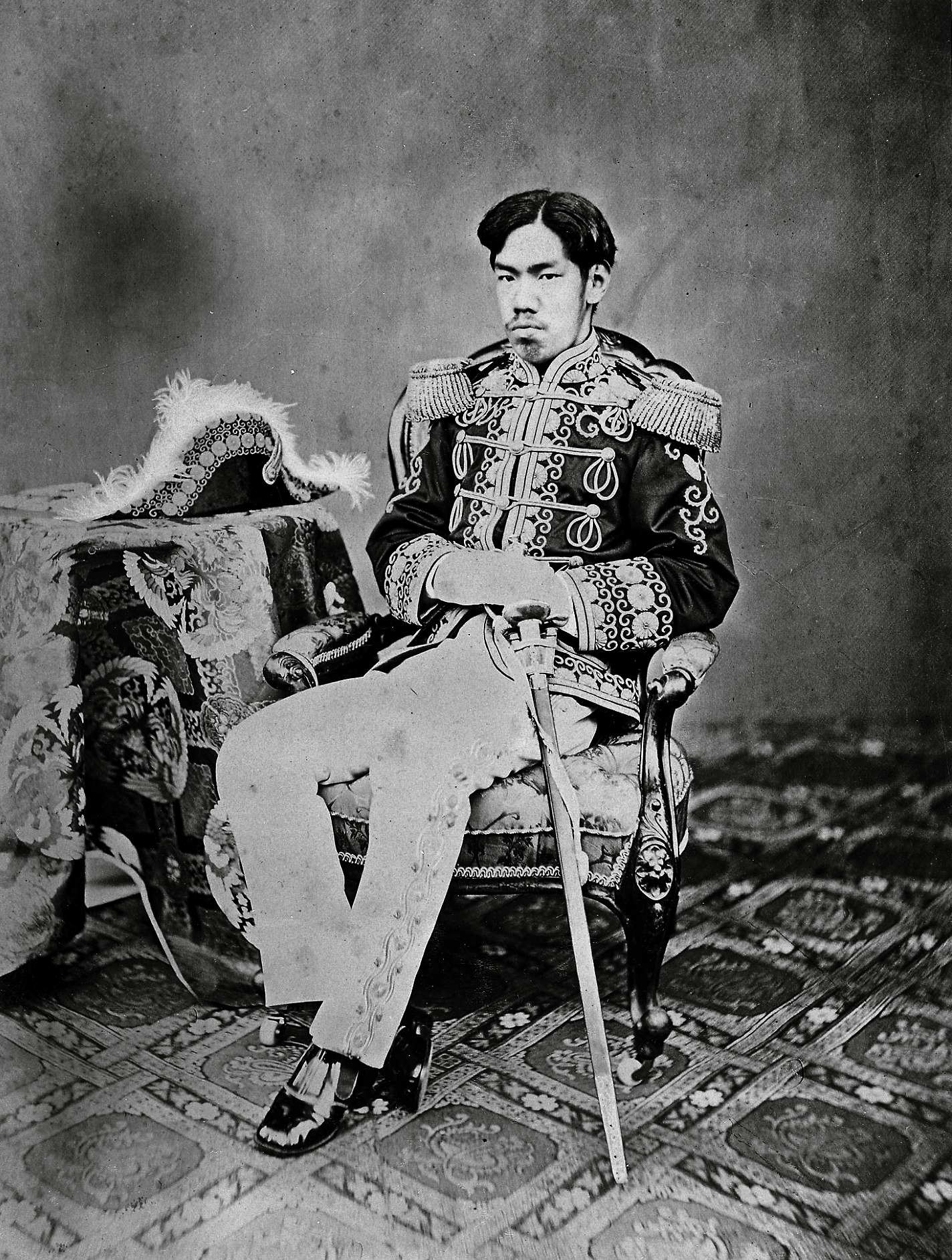
天皇：明治天皇
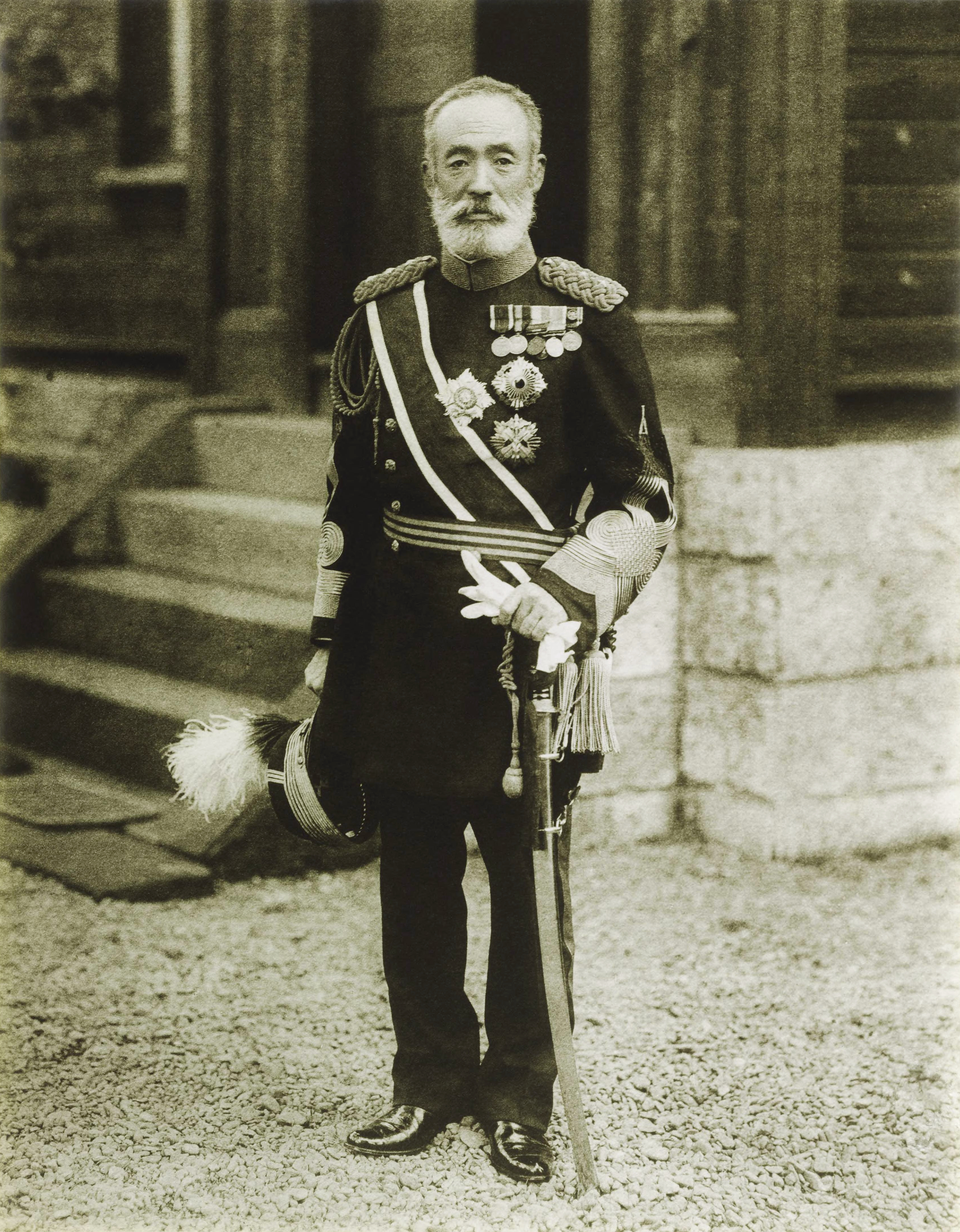
臺灣總督：乃木希典
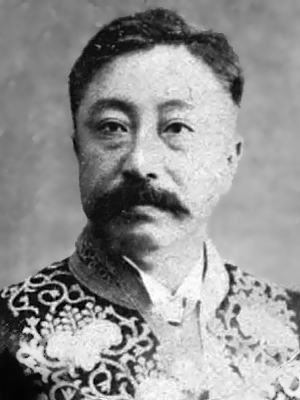
民政局長：水野遵

#### 成員變動

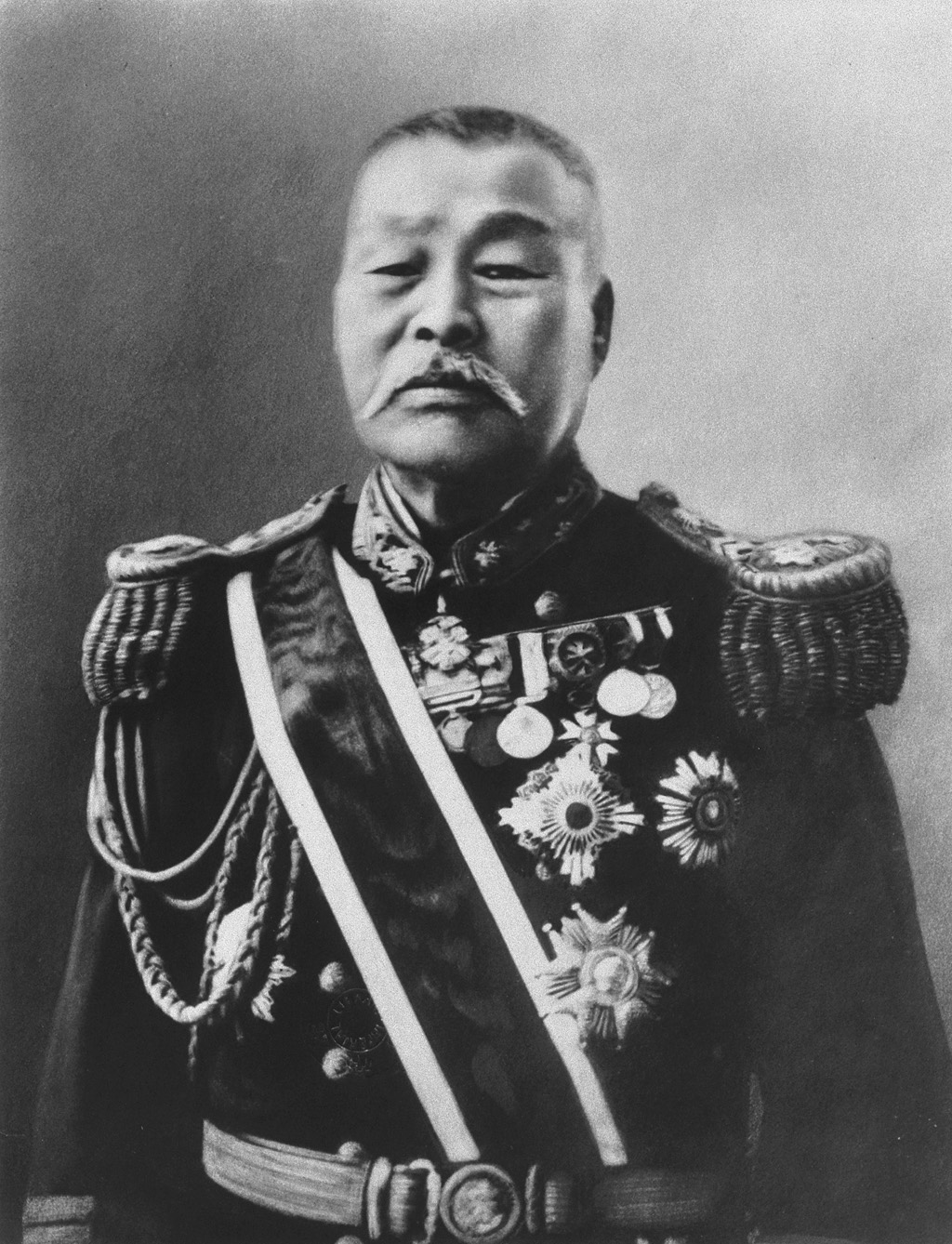
臺灣總督：樺山資紀
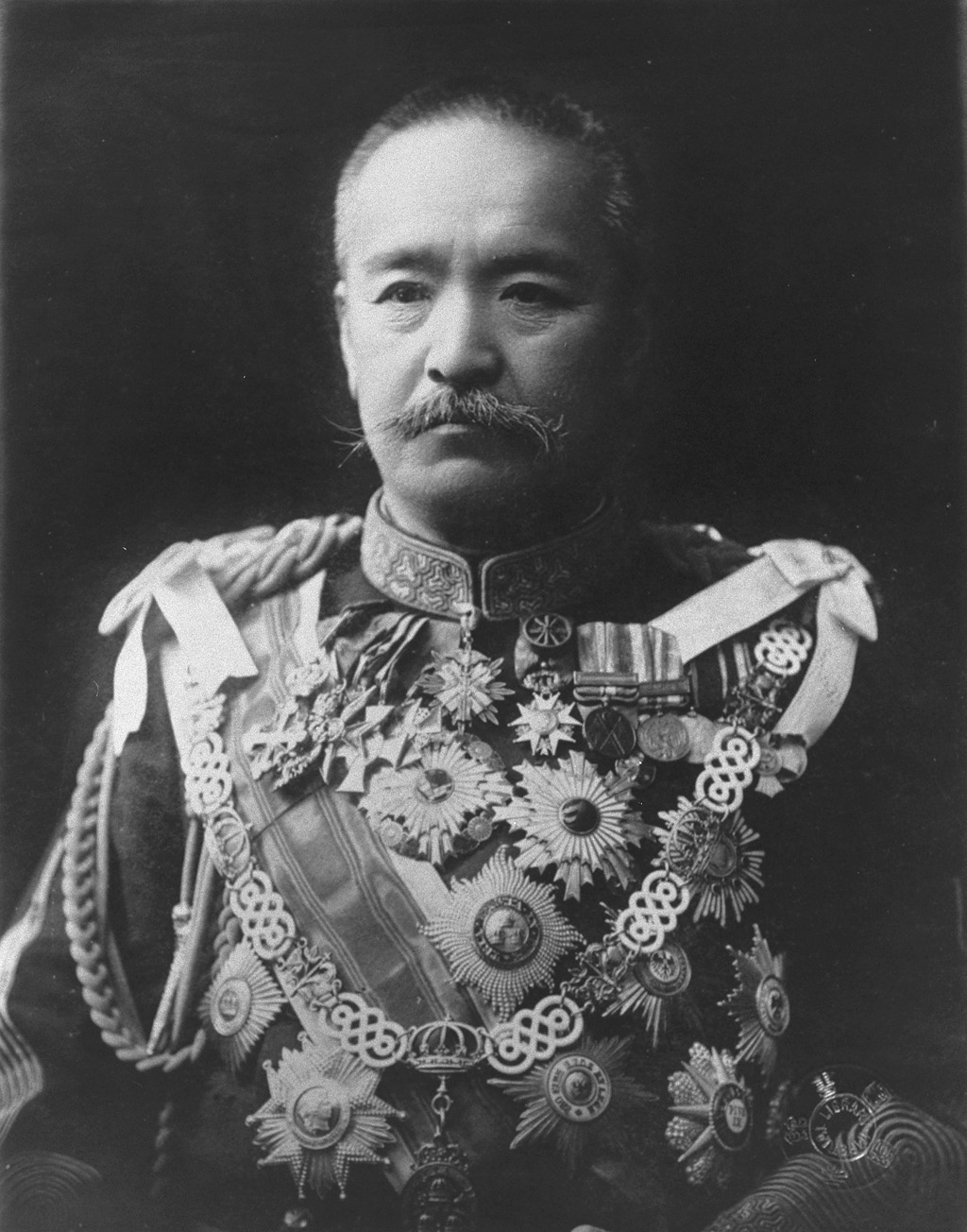
臺灣總督：桂太郎
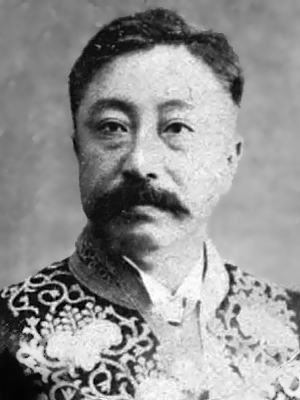
民政局長官：水野遵（民政局長官改稱民政局長）

### 斯卡羅王國

瑯嶠君主：文杰（Bungekaic Garuljigulj）

## 大事記
- 1月1日：
  - 抗日軍進攻臺北府城，臺灣總督府緊急將城內的公務員編成「備急隊」抵禦進攻（備急隊於1月18日裁撤），同日芝山岩學堂的六氏先生遭到殺害[2]。
  - 依照1895年12月27日的敕令，臺灣、澎湖群島與八重山群島、宮古群島正式實施「西部標準時間」[1]。
- 3月30日：〈六三法〉制定，次日於官報公布。
- 3月31日：日本政府以勅令第九十三號發布〈臺灣總督府撫墾署官制〉，並於次日（4月1日）施行[3]。
- 4月1日：臺灣總督府頒發〈臺灣總督府地方官官制〉，將臺中與臺南民政支部改回縣，底下的出張所改為支廳[4]。
- 5月1日：
  - 〈臺灣總督府法院條例〉公佈[5]
  - 大阪商船會社開始經營大阪與臺灣之間的總督府命令航路[2]。
- 5月23日：臺灣總督府以府令第十二號公布各地撫墾署的名稱與位置[6]。
- 5月24日：雷公火之役，台東阿美族、卑南族聯軍擊退清軍殘兵。
- 6月：
  - 日軍在臺灣雲林縣進行雲林大屠殺
  - 《臺灣新報》創刊。
- 6月2日：桂太郎就任第二任臺灣總督。
- 7月15日：臺灣總督府法院開始運作[5][7]。
- 7月20日：於臺中縣彰化設立臨時法院，進行雲林事件、臺中事件、鹿港事件的審判[7]。
- 9月1日：臺灣總督府頒布府令第三十號，禁止有人未經官府與各地撫墾署署長許可就擅闖蕃地[8]。
- 9月25日：〈國語學校規則〉公布。
- 10月14日：乃木希典就任第三任臺灣總督。
- 10月27日：臺灣鐵道會社得到臺灣總督府的成立許可[9]:255。

## 出生
- 8月18日——林熊祥，商人，出身板橋林家。曾任林本源製糖會社董事等職，出生於清國廈門。（1973年逝世）